# Chrysomela collaris
Chrysomela collaris é uma espécie de inseto pertencente à família Chrysomelidae.